# Paroplapoderus spiniferus
Paroplapoderus spiniferus is een keversoort uit de familie bladrolkevers (Attelabidae). De wetenschappelijke naam van de soort werd in 1880 gepubliceerd door Roelofs.